# Ludwig Christian Konrad Lammersdorf
Ludwig Christian Konrad Lammersdorf (* um 1721/31 in Büdingen; † „im Februar“ 1791 in Hannover) war ein deutscher Geburtshelfer, städtischer Chirurg, Lehrer und Konstrukteur.

## Leben
Ludwig Christian Konrad Lammersdorf war der Vater des späteren Hofmedikus Johann Anton Lammersdorf.
Lammersdorf erhielt seine Ausbildung in Berlin bei dem bekannten Geburtshelfer und Professor Johann Friedrich Meckel.
Nach seiner Lehre ging Lammersdorf nach Hannover und erwarb dort das Bürgerrecht am 5. Oktober 1756. So ausgestattet, konnte er 1781 „1. Accoucheur“ (Geburtshelfer) sowie Lehrer am neu gegründeten Hebammeninstitut werden, dem Vorläufer der heutigen Landesfrauenklinik. In der ärztlichen Leitung wurde er dort später von seinem 1758 geborenen Sohn unterstützt.
Lammersdorf unterrichtete die Hebammen auf moderne Weise: Im Kurssystem wurden Phantome benutzt sowie eine gläserne Gebärmutter. Die Schulungen wurden auch mit gezeichneten Abbildungen und Modellen bildlich unterstützt. Einige geburtshelfende Werkzeuge konstruierte Lammersdorf selbst.